# Episkopí (Limasol)
Episkopí (en griego: Επισκοπή; en turco: Yalova) es un pueblo que forma parte del Distrito de Limasol de Chipre y parte también del territorio de ultramar británico de Akrotiri y Dekelia. Se encuentra a unos 15 kilómetros al oeste de Limasol y 40 km al este de Pafos. Episkopí está construido en la colina de la antigua ciudad de Curio, cerca de la orilla occidental del río Kuris.

## Etimología
Episkopí en griego significa "casa del obispo". El pueblo tomó su nombre del obispado (Episkopí), creado en el pueblo durante el gobierno de la dinastía Lusignan (1192-1489 d.E).

## Ciudades hermanadas
Episkopí está hermanada con la ciudad griega de Argos.